# Diecezja Garagoa
Diecezja Garagoa (łac. Dioecesis Garagoënsis, hisz. Diócesis de Garagoa) – rzymskokatolicka diecezja w Kolumbii. Jest sufraganią archidiecezji Tunja.

## Historia
Diecezja została erygowana 26 kwietnia 1977 roku przez papieża Pawła VI bullą Cum Venerabilis. Dotychczas wierni z tych terenów należeli do archidiecezja Tunja.

## Ordynariusze
- Juan Eliseo Mojica Oliveros (1977 – 1989)
- Guillermo Alvaro Ortiz Carrillo (1989 – 2000)
- José Vicente Huertas Vargas (2000 – 2017)
- Julio Hernando García Peláez (od 2017)

Mapa diecezji

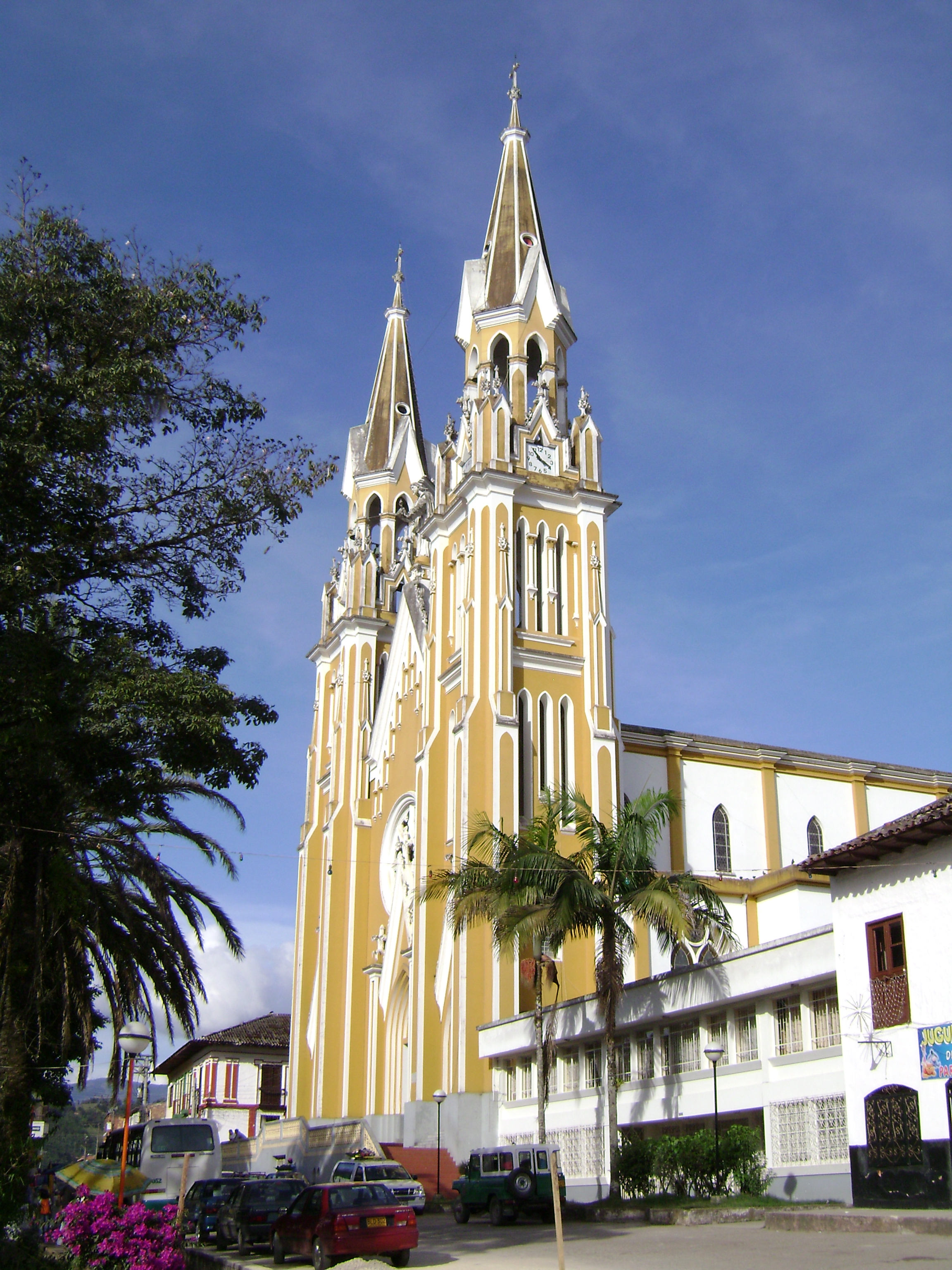
Katedra w Garagoa